# Солёное (озеро, Запорожская область)
Солёное озеро или Большой Лиман — озеро на побережье Азовского моря, расположенное на территории Бердянского района (Запорожская область, Украина). Площадь — 1 км². Тип общей минерализации — солёное. Происхождение — лагунное. Группа гидрологического режима — бессточное.

## География
Входит в Ногайскую группу озёр. Длина — 4,9 км, ширина средняя — 0,5-1 км, наибольшая — 1,2 км. Глубина — 0,6-0,8 м, в юго-западной части — 0,2 м. Высота над уровнем моря — -0,1 м — выше уровня береговой линии (косы) Азовского моря. Озёрная котловина продолговатой формы, вытянутая вдоль побережья моря с юго-запада на северо-восток, расширяется на юго-запад. Берега низменные, северные — высокие, обрывистые (высотой 3 м). 
Озеро расположено на побережье Бердянского залива Азовского моря на Обиточной косе — юго-западнее города Приморск. Отделено от моря песчано-ракушечниковой пересыпью (косой) шириной 120-240 м. Бессточное озеро — нет впадающих и вытекающих рек. Коса северного берега условно разделяет озеро на две части. В озере есть остров. На берегу северо-восточного края озера расположены дома отдыха (базы отдыха), северо-восточнее расположено Лечебное озеро (Целебный Лиман), юго-западнее — многочисленные лагуны Обиточного залива.
Питание морской водой Азовского моря — за счёт инфильтрации, а также атмосферными осадками. Солевой состав рапы озера мало отличается от морской воды. Рапа озера имеет большую концентрацию (5,5° Ве’), чем рапа Лечебного озера, но радиоактивность её меньше. Температура воды летом до +30 °C. Зимой замерзает, ледостав неустойчивый. Дно устлано слоем чёрного ила. Озёрная грязь используется для лечения. Рапа и грязи озера радиоактивны.

## Природа
У берегов (вдоль косы) озеро зарастает прибрежно-водной растительностью (тростник обыкновенный, осока). В воде озера распространены красные и зелёные водоросли, есть бесхребетные. 